# Am Abend aber desselbigen Sabbats, BWV 42
Am Abend aber desselbigen Sabbats, BWV 42 (El vespre d'aquell mateix dissabte), és una cantata religiosa de Johann Sebastian Bach per al primer diumenge després de Pasqua, estrenada a Leipzig, el 8 d'abril de 1725.

## Origen i context
Llibret d'autor desconegut, segurament el mateix de la BWV 6, destaca més pel seu afany teològic i d'adoctrinar que no pas per la inspiració poètica. Per al número 2 de la cantata, aprofita un versicle de l'evangeli de Joan (20, 19), que narra l'aparició de Jesús als deixebles en l'episodi de la incredulitat de Sant Tomàs. El número 4, conté la primera estrofa de l'himne Verzage nicht, o Häuflein klein de Jakob Fabricius (c. 1635), i en el coral final, es canta l'estrofa inicial de l'himne de Luter Verleih uns Frieden gnädiglich (1529). La participació del cor és mínima, ja que es limita al coral final; possiblement Bach volia donar-li un descans després del treball intens del divendres sant, dia que el cor el passava, pràcticament, tot sencer a l'església, i de la celebració de la pasqua. D'altra banda, és la primera cantata escrita a Leipzig, en què el número inicial és una simfonia. El primer diumenge després de Pasqua és conegut, també, com a diumenge Quasimodo, ja que així començava el càntic inicial de la missa llatina; per a aquest dia es conserva, a més, la BWV 67.

## Anàlisi
Obra escrita per a soprano, contralt, tenor, baix i cor; dos oboès, fagot, corda i baix continu. Consta de set números.
1. Simfonia
2. Recitatiu (tenor) : Am Abend aber desselbigen Sabbats (El vespre d'aquell mateix dissabte)
3. Ària (contralt): Wo zwei und drei versammlet sind (Allà on dos o tres es reuneixin)
4. Ària (duet de soprano i tenor): Verzage nicht, o Häuflein klein (No et desanimis, reduït grup)
5. Recitatiu (baix): Man kann hiervon ein schön Exempel sehen (D'això en teniu un bell exemple)
6. Ària (baix): Jesus ist ein Schild der Seinen (Jesús és un escut per als seus)
7. Coral: Verleih uns Frieden gnädiglich (Digna’t a concedir-nos la Pau)

La cantata comença amb una simfonia, no especialment brillant, que fa el paper habitual del cor d'entrada. Molt probablement és un moviment, allegro, d'un concert perdut en què l'orquestra es divideix en dos grups, un trio d'instruments de vent (dos oboès i el fagot) i la corda, tots sobre el continu, que interaccionen entre si en un concertant. El recitatiu de tenor, número 2, es limita a posar música a les paraules de l'evangeli que narra la reunió dels deixebles plens de por, una por expressada musicalment per una trepidació suau del continu. L'ària de contralt amb els oboès concertats, número 3, molt llarga i plena d'expressió, ben bé podria ser una reelaboració del moviment lent del concert al·ludit; canta la presència de Jesús en la reunió dels deixebles. L'eix de la cantata, el número 4, a pesar de tenir un text d'himne, és un duet de soprano i tenor acompanyats del continu, amb la participació del fagot i el violoncel, amb escasses referències a la melodia del coral. L'ària de baix, número 6, molt diferent de l'anterior de contralt, esplaia la idea de Jesús com a escut i refugi davant la intranquil·litat que genera la vida mundana. El coral final canta una melodia típica del repertori popular religiós dels primers temps de la reforma protestant. Té una durada aproximada d'una mitja hora.

## Discografia seleccionada
- J.S. Bach: Das Kantatenwerk. Sacred Cantatas Vol. 3. Nikolaus Harnoncourt, Wiener Sängerknaben & Chorus Viennensis, Hans Gillesberger (director del cor), Concentus Musicus Wien, Paul Esswood, Kurt Equiluz, Rud van der Meer. (Teldec), 1994.
- J.S. Bach: The complete live recordings from the Bach Cantata Pilgrimage. CD 15: Johann-Sebastian-Bach-Kirche, Arnstadt; 29 i 30 d'abril de 2000. John Eliot Gardiner, Monteverdi Choir, English Baroque Soloists, Gillian Keith, Daniel Taylor, Charles Daniels, Stephen Varcoe. (Soli Deo Gloria), 2013.
- J.S. Bach: Complete Cantatas Vol. 14. Ton Koopman, Amsterdam Baroque Orchestra & Choir, Debora York, Bogna Bartosz, Jörg Dürmüller, Klaus Mertens. (Challenge Classics), 2005.
- J.S. Bach: Cantatas Vol. 36. Masaaki Suzuki, Bach Collegium Japan, Yukuari Nonoshita, Robin Blaze, James Gilchrist, Dominik Wörner. (BIS), 2007.
- J.S. Bach: Church Cantatas Vol. 14. Helmuth Rilling, Gächinger Kantorei, Bach-Collegium Stuttgart, Arleen Augér, Julia Hamari, Peter Schreier, Philippe Huttenlocher. (Hänssler), 1999.
- J.S. Bach: Cantatas 21 & 42. Philippe Herreweghe, Collegium Vocale Gent, La Chapelle Royale, Barbara Schlick, Gérard Lesne, Howard Crook, Peter Kooy. (Harmonia Mundi), 1990.